# Abigail Kimber

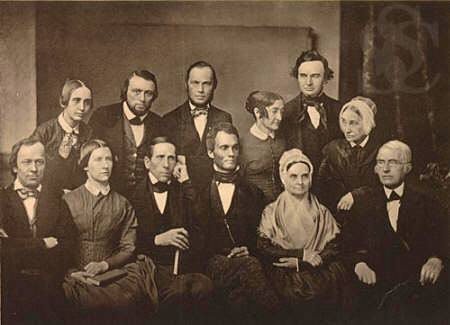
Foto del Consiglio esecutivo della Pennsylvania Anti slavery Society, scattata nel 1851

Abigail Kimber, detta Abby (Filadelfia, 1804 – Filadelfia, 22 marzo 1871), è stata un'attivista per i diritti delle donne, botanica, collezionista di vegetali, riformatrice sociale, abolizionista e suffragetta statunitense.

## Biografia
Abigail Kimber, soprannominata Abby, nacque a Filadelfia, Pennsylvania nel 1804 da Emmor e Susan Kimber. I genitori gestivano un collegio femminile quacquero chiamato Kimberton, considerato uno dei tre collegi più importanti nella Pennsylvania rurale sudorientale negli anni '30 dell'Ottocento. La scuola sopravvisse solo 32 anni, dal 1818 fino alla morte di Emmor Kimber nel 1850, ma durante il suo tempo arrivò a specializzarsi nella formazione degli alunni per farne degli insegnanti. Abigail, insieme alle sue sorelle Mary e Martha, insegnava per la scuola, con Abigail che iniziò a insegnare all'età di 14 anni e ad assumersi la responsabilità del programma scolastico negli anni 20 dell'Ottocento. Kimberton era considerata una scuola unica perché i Kimber erano coinvolti nei movimenti di riforma dell'epoca e spesso coinvolgevano i loro studenti, con Abigail che portava persino gli studenti alle riunioni sulla temperanza. Gertrude K. Wilson, una studentessa di Kimberton, scrisse che gli studenti "assorbivano un amore per il diritto e l'odio per il male e l'oppressione che ci rendevano ciò che allora veniva chiamato abolizionisti". Molti studenti parlarono con affetto di Abigail, dicendo che il suo esempio e i suoi nobili scopi nella vita li hanno ispirati a diventare insegnanti e a migliorare se stessi come persone. Abigail continuò a insegnare per i 30 anni in cui Kimberton rimase aperta.

## Attivismo sociale
Abigail Kimber era un'attivista contro la schiavitù, che assunse un ruolo attivo nella Philadelphia Female Anti-Slavery Society come segretaria di registrazione, vicepresidente e presidente in diversi periodi durante il suo coinvolgimento. Faceva anche parte del comitato esecutivo della Pennsylvania Anti-Slavery Society. Nel giugno del 1840 partecipò alla Convenzione mondiale contro la schiavitù a Londra, in Inghilterra. Lei e i suoi colleghi delegati femminili del Massachusetts erano stati esclusi dalla convenzione, ma diverse società abolizioniste americane inviarono comunque delegate donne. Durante i suoi viaggi alla convenzione, Kimber incontrò e discusse con le donne britanniche sulla "Querelle des femmes". Durante tutta la sua vita continuò a partecipare al movimento abolizionista e a promuovere i diritti delle donne.
(Abigail Kimber, Lettera al Reverendo John Scoble, segretario della British and Foreign Anti-Slavery Society, in protesta (1840))

## Collezioni botaniche
Kimber insegnò chimica e botanica al Kimberton Boarding School for Girls, insegnando a alunni come Graceanna Lewis, che in seguito sarebbe diventata lei stessa un'insegnante di storia naturale. Raggiunse anche la fama nella comunità botanica come collezionista di piante. Kimber è la seconda donatrice registrata di oggetti vegetali al Delaware County Institute of Science. La donazione fu presentata il 22 novembre 1834 e consisteva in "Ematite bruna e plumbago", un tipo di minerale e un arbusto. Kimber era nota per collezionare sia piante che minerali, che inoltrò a William Darlington, che continuò a citare le sue collezioni nelle sue edizioni del 1837 e del 1853 del suo indice botanico Flora Cestrica: An Attempt to Enumerate and Describe the Flowering and Filicoid Plants of Chester County, in the State of Pennsylvania. William Darlington in seguito sostenne nell'edizione del 1853 del suo indice che il modo migliore per diffondere la botanica era quello di educare le donne alla scienza, forse ispirato dalle donne botaniche con cui interagiva, tra le quali Kimber.

## Morte
Abigail Kimber morì il 22 marzo 1871 a Filadelfia, all'età di 66 o 67 anni per cause sconosciute.

## Pubblicazioni
- Lezioni familiari sulla botanica, a cui si aggiunge, un dizionario botanico completo, 12 mo. Philadelphia, 1854.[10]